# いってみよう やってみよう
『いってみよう やってみよう』は、NHK教育テレビジョンで1985年4月9日から2004年3月15日まで放送されていた、現在でいう特別支援学校・特別支援学級向けの学校放送である。制作：NHK大阪放送局。
NHKクロニクルにおいては、表題通りの表記（間のスペースあり）と「いってみようやってみよう」表記（間のスペース無し）が混在する。

## 概要
それまで高学年版と低学年版の2バージョンを設けていた『たのしいきょうしつ』（NHK大阪放送局）が1つに統合されるのを受け、その補填を兼ねた番組として放送開始した。
「たのしいきょうしつ」が基本的な生活習慣の習得に主眼を置き、収録もスタジオ内に限定されていたのに対し、「いってみようやってみよう」は全てがロケによる収録であり、社会に出てから役に立つ実践的な能力を身に付けることを目的としている。
プロットとしては、下記のパターンが存在する。大阪放送局の制作ということもあり、エリアは主に大阪や京都といった近畿や関西地方から選ばれることが多い。
- お姉さんと子猿のポッケが2人で何か(「買い物をする」「電車に乗る[注釈 2]」「手紙を書く」など)をする必要に迫られるが、やり方がよく分からない。そこで、街で知り合った数名～十数名の子どもたちと力を合わせてその課題に挑戦し、子どもたちの保護者や兄姉、地域の大人や駅員、店員などのアドバイスを受けながら見事にやり遂げる。子どもたちは原則として全員が健常児で、全ての出演者は（劇団員でない）一般人である。脚本が決められており、出演者全員が脚本に従って台詞を喋る。
- ポッケ役の声優もロケに同行するが、子どもたちに姿を見られないようになるべく隠れて台詞を言った[6][7]。
- お姉さんと子猿のポッケが学校（小学校の特別支援学級または養護学校）を訪問し、児童たちと力を合わせて何らかの課題（遊びや工作など）に挑戦し、見事にやり遂げる。こちらはドキュメント形式であり、特に台本はない。出演児童は障害児のみの場合のほか、同じ学校の健常児が一緒に出演することもある。

どちらも最後はエンディングテーマに合わせて、出演者全員がダンスを踊って番組が終了する。
ちなみにエンディングテーマに合わせて踊る出演者全員のダンスの振付は、歴代のお姉さんによって全て異なっている。
オープニングテーマは2種類が存在する。初代オープニングテーマは、お姉さんが「さっちゃん」だった時代と「なっちゃん」だった時代の二代続けて使われた。さっちゃん時代は絵本風の手書きアニメーションを背景にさっちゃんの実写ダンスをクロマキー合成した映像であり、全ての回で同じ映像が使用された。なっちゃんに交代してからはその回の舞台となるロケ地で、彼女自身が実際に踊る映像になり、回ごとに異なる映像となった。なっちゃん時代の途中で曲のメロディーはそのままにアレンジと歌詞の一部が変更。そしてお姉さんが「ゆかちゃん」に交代したのを機に、2代目オープニングテーマに変更された。エンディングテーマについては、歴代のお姉さんでアレンジが異なっているが、一貫して同じ曲が使われ続けた。
2013年2月17日に『お願い!編集長』で「キャンプだ!カレーだ!」（1986年7月8日）と「パーティーをひらこう」（1999年9月14日）が再放送された。
2022年8月12日に『思い出鑑賞会 あのころ見てた学校放送』で「ワーイ ゆきだ」（1999年2月2日）が再放送された。

## 放送時間
いずれも日本標準時、別の時間帯での再放送あり。
| 期間                         | 放送時間             |
| ---------------------------- | -------------------- |
| 1985年4月9日 - 1990年3月13日 | 火曜日 10:15 - 10:30 |
| 1990年4月3日 - 1992年3月10日 | 火曜日 10:45 - 11:00 |
| 1992年4月7日 - 2002年3月12日 | 火曜日 10:15 - 10:30 |
| 2002年4月8日 - 2003年3月17日 | 月曜日 10:15 - 10:30 |
| 2003年4月7日 - 2004年3月15日 | 月曜日 09:45 - 10:00 |

## 出演者
- ポッケ（声：坂田ユミ → 酒井雅代 → ほりえかおり[12]）（操演：ふたむらななこ→ふたむらととこ→五味美恵子）[注釈 3]
- さっちゃん（小菅 朋子（こすが ともこ）、1962年3月24日生まれ、出演：1985年4月 - 1988年3月）[注釈 4]
- なっちゃん（北村 仁美（きたむら ひとみ）、1964年7月18日生まれ、出演：1988年4月 - 1996年3月）[注釈 5]
- ゆかちゃん（米田 裕香里（よねだ ゆかり）、1975年8月18日生まれ、出演：1996年4月 - 2004年3月）[注釈 6]

## 放送リスト

### さっちゃん編

#### 1985年度
| 回 | タイトル                      | 初回放送日     |
| -- | ----------------------------- | -------------- |
| 1  | みんなげんき!                 | 1985年04月09日 |
| 2  | あぶない!くるまだ             | 1985年04月30日 |
| 3  | きっぷをかおう                | 1985年05月14日 |
| 4  | ぞうさん、なにがすき?         | 1985年05月28日 |
| 5  | おいもはどこに                | 1985年06月11日 |
| 6  | カレーをつくるには            | 1985年06月25日 |
| 7  | きょうはキャンプだ!           | 1985年07月09日 |
| 8  | みんなのなつやすみ            | 1985年09月03日 |
| 9  | ぼくはだいくさん              | 1985年09月17日 |
| 10 | のはらでごろごろ              | 1985年10月01日 |
| 11 | おいもができた!               | 1985年10月15日 |
| 12 | クッキーはおまかせ            | 1985年10月29日 |
| 13 | おてがみとどいたかな?         | 1985年11月12日 |
| 14 | おおきなにんぎょうつくったよ! | 1985年11月26日 |
| 15 | たこたこあがれ                | 1985年12月10日 |
| 16 | ゆきのおうちをつくろう        | 1986年01月14日 |
| 17 | チョコレートケーキをやこう    | 1986年01月28日 |
| 18 | こんなこともあったね          | 1986年02月18日 |
| 19 | みんなありがとう              | 1986年03月04日 |

#### 1986年度
| 回 | タイトル                  | 初回放送日     |
| -- | ------------------------- | -------------- |
| 1  | わたし、さっちゃん!       | 1986年04月08日 |
| 2  | やくそくげんまん          | 1986年05月01日 |
| 3  | どうぶつえんたんけん      | 1986年05月13日 |
| 4  | ぞうさんごはんです!       | 1986年05月27日 |
| 5  | ぼくじょうへいこう        | 1986年06月10日 |
| 6  | はたけでみつけた!         | 1986年06月24日 |
| 7  | キャンプだ!カレーだ!      | 1986年07月08日 |
| 8  | わたしはせんちょうさん    | 1986年09月02日 |
| 9  | おみこしわっしょい!       | 1986年09月16日 |
| 10 | のはらでうんどうかい      | 1986年09月30日 |
| 11 | わたしはだいくさん        | 1986年10月14日 |
| 12 | あのやまへのぼれ!         | 1986年11月11日 |
| 13 | にんぎょうはそっくりさん  | 1986年11月25日 |
| 14 | がんばれ!おおそうじ       | 1986年12月09日 |
| 15 | でんわをかけたよ!         | 1987年01月13日 |
| 16 | きっぷはどこで            | 1987年01月20日 |
| 17 | おつかいはおまかせ!       | 1987年02月10日 |
| 18 | ようこそ!いらっしゃいませ | 1987年02月24日 |
| 19 | こんなこともあったね      | 1987年03月03日 |

#### 1987年度
| 回 | タイトル                    | 放送日         |
| -- | --------------------------- | -------------- |
| 1  | こうえんへいこう!           | 1987年04月21日 |
| 2  | バスだ!でんしゃだ!          | 1987年05月07日 |
| 3  | まいごになったのだあれ?     | 1987年05月19日 |
| 4  | ミルクはどこから?           | 1987年06月16日 |
| 5  | たのしかったよ!なつやすみ   | 1987年09月01日 |
| 6  | かなづちトントン!           | 1987年09月17日 |
| 7  | おおきなにんぎょうつくろう! | 1987年09月29日 |
| 8  | おちゃわんができた!         | 1987年10月13日 |
| 9  | ひろいのはらであそぼう      | 1987年10月27日 |
| 10 | まつりだわっしょい!         | 1987年11月10日 |
| 11 | がんばれ!マラソン           | 1987年11月24日 |
| 12 | もちつきペッタン!           | 1987年12月08日 |
| 13 | おてがみとどいた?           | 1988年01月12日 |
| 14 | もしもし さっちゃんです!    | 1988年01月26日 |
| 15 | たのしいよ!おかいもの       | 1988年02月09日 |
| 16 | ゆきであそぼう!             | 1988年02月23日 |
| 17 | パーティをたのしく!         | 1988年03月02日 |

### なっちゃん編

#### 1988年度
| 回 | タイトル                         | 初回放送日     |
| -- | -------------------------------- | -------------- |
| 1  | こんにちは、なっちゃんです       | 1988年04月05日 |
| 2  | およげ こいのぼり                | 1988年04月19日 |
| 3  | みぎみてひだりみてよーくみて     | 1988年05月10日 |
| 4  | こうえんであそぼう               | 1988年05月24日 |
| 5  | はたけでみつけた                 | 1988年06月07日 |
| 6  | おべんとう おべんとう うれしいな | 1988年06月21日 |
| 7  | おおきなふねがうかんだ           | 1988年07月05日 |
| 8  | でんしゃにのっていきたい         | 1988年08月30日 |
| 9  | ぞうのはなは なぜながい          | 1988年09月13日 |
| 10 | ひろいのはらはいいな             | 1988年09月27日 |
| 11 | はしれ なっちゃん                | 1988年10月14日 |
| 12 | おいしいものたくさん             | 1988年10月25日 |
| 13 | カレーをつくろう                 | 1988年11月08日 |
| 14 | てがみ とどいたかな              | 1988年11月22日 |
| 15 | みんなでおおそうじ               | 1988年12月06日 |
| 16 | かいものはたのしい               | 1989年01月10日 |
| 17 | ゆうえんちをつくったよ           | 1989年01月24日 |
| 18 | ゆきやこんこん                   | 1989年02月07日 |
| 19 | おはなし はじまり はじまり       | 1989年02月21日 |
| 20 | デコレーションケーキをつくろう   | 1989年03月07日 |

#### 1989年度
| 回 | タイトル                | 初回放送日     |
| -- | ----------------------- | -------------- |
| 1  | ともだちになってね      | 1989年04月04日 |
| 2  | おはよう きょうもげんき | 1989年04月25日 |
| 3  | あぶない きをつけて     | 1989年05月09日 |
| 4  | いちごがいっぱい        | 1989年05月23日 |
| 5  | おつかい いってきます   | 1989年06月06日 |
| 6  | でんしゃでいこう        | 1989年06月20日 |
| 7  | みんなでキャンプだ      | 1989年07月04日 |
| 8  | おもいだそう なつやすみ | 1989年08月29日 |
| 9  | かいもの できるかな     | 1989年09月12日 |
| 10 | カレーライスだいすき    | 1989年09月26日 |
| 11 | いもほり ごーろごろ     | 1989年10月12日 |
| 12 | きれいないろ いろいろ   | 1989年10月24日 |
| 13 | いえのまわり ぐるーっと | 1989年11月07日 |
| 14 | となりは パンやさん     | 1989年11月21日 |
| 15 | もちつき ペッタン       | 1989年12月06日 |
| 16 | みんなでつくろう        | 1990年01月09日 |
| 17 | たこたこ あがれ         | 1990年01月23日 |
| 18 | ゆきであそぼう          | 1990年02月06日 |
| 19 | おおきなかぶ            | 1990年02月20日 |
| 20 | おたよりありがとう      | 1990年03月06日 |

#### 1990年度
| 回 | タイトル                  | 初回放送日     |
| -- | ------------------------- | -------------- |
| 1  | みんなともだち            | 1990年04月03日 |
| 2  | くるまにちゅうい          | 1990年04月24日 |
| 3  | おつかいできるかな        | 1990年05月08日 |
| 4  | でんしゃにのって          | 1990年05月22日 |
| 5  | じゃがいも ごろごろ       | 1990年06月05日 |
| 6  | ほんがいっぱい            | 1990年06月19日 |
| 7  | ヤッホー キャンプだ       | 1990年07月03日 |
| 8  | たのしかったね なつやすみ | 1990年08月28日 |
| 9  | かいもの できるよ         | 1990年09月11日 |
| 10 | おでん ぐつぐつ           | 1990年09月25日 |
| 11 | まきばであそぼう          | 1990年10月09日 |
| 12 | じてんしゃ だいすき       | 1990年10月23日 |
| 13 | おちついて あわてずに     | 1990年11月06日 |
| 14 | きのはいろいろ            | 1990年11月20日 |
| 15 | ハイ かいらんばん         | 1990年12月04日 |
| 16 | おもちゃをつくろう        | 1991年01月08日 |
| 17 | てがみかいたよ            | 1991年01月22日 |
| 18 | ゆきとあそぼう            | 1991年02月05日 |
| 19 | みんなでにんぎょうげき    | 1991年02月19日 |
| 20 | おたより ありがとう       | 1991年03月05日 |

#### 1991年度
| 回 | タイトル              | 初回放送日     |
| -- | --------------------- | -------------- |
| 1  | みんなでなかよく      | 1991年04月09日 |
| 2  | きをつけてわたろう    | 1991年04月30日 |
| 3  | おがわはサラサラ      | 1991年05月14日 |
| 4  | たけのこニョキニョキ  | 1991年05月28日 |
| 5  | まちをぐるっと        | 1991年06月11日 |
| 6  | バスにのって          | 1991年06月25日 |
| 7  | キャンプだ たんけんだ | 1991年07月09日 |
| 8  | なつやすみのおもいで  | 1991年08月27日 |
| 9  | きれいにせんたく      | 1991年09月10日 |
| 10 | これ かえるかな       | 1991年09月24日 |
| 11 | みどりのまきば        | 1991年10月08日 |
| 12 | わんぱくひろば        | 1991年10月22日 |
| 13 | やさいがいっぱい      | 1991年11月05日 |
| 14 | うどん ドンドン       | 1991年11月19日 |
| 15 | はがきをつくろう      | 1991年12月03日 |
| 16 | さいころ ゴロン       | 1992年01月07日 |
| 17 | ことりをよぼう        | 1992年01月21日 |
| 18 | ゆきだ とびだせ       | 1992年02月04日 |
| 19 | おにぎりパーティー    | 1992年02月18日 |
| 20 | みんなのてんらんかい  | 1992年03月03日 |

#### 1992年度
| 回 | タイトル               | 放送日         |
| -- | ---------------------- | -------------- |
| 1  | げんきにおはよう       | 1992年04月7日  |
| 2  | あかだとまれ           | 1992年04月28日 |
| 3  | はるのおがわ           | 1992年05月12日 |
| 4  | まっかないちご         | 1992年05月26日 |
| 5  | みんなのこうえん       | 1992年06月09日 |
| 6  | きっぷをかって         | 1992年06月23日 |
| 7  | あのやまのぼろう       | 1992年07月07日 |
| 8  | きょうから2がっき      | 1992年09月01日 |
| 9  | せんたくジャブジャブ   | 1992年09月17日 |
| 10 | かいものできるよ       | 1992年09月29日 |
| 11 | ひとりでるすばん       | 1992年10月13日 |
| 12 | かわいいうさぎ         | 1992年10月27日 |
| 13 | きれいなこのは         | 1992年11月10日 |
| 14 | おなべでグツグツ       | 1992年11月24日 |
| 15 | おおきなすごろく       | 1992年12月08日 |
| 16 | たけとんぼブンブン     | 1993年01月12日 |
| 17 | たこあげたいかい       | 1993年01月26日 |
| 18 | まんまるゆきだるま     | 1993年02月09日 |
| 19 | みんなでにんぎょうげき | 1993年02月23日 |
| 20 | こんなことあったね     | 1993年03月09日 |

#### 1993年度
| 回 | タイトル                  | 初回放送日     |
| -- | ------------------------- | -------------- |
| 1  | ともだちになろうね        | 1993年04月06日 |
| 2  | およげこいのぼり          | 1993年04月20日 |
| 3  | あぶないストップ          | 1993年05月06日 |
| 4  | きっぷがいるよ            | 1993年05月18日 |
| 5  | やさいをうえよう          | 1993年06月01日 |
| 6  | あのやまめざせ            | 1993年06月15日 |
| 7  | うみべでみつけた          | 1993年06月29日 |
| 8  | たのしかったね なつやすみ | 1993年08月31日 |
| 9  | まっしろにせんたく        | 1993年09月14日 |
| 10 | どうぶつのあかちゃん      | 1993年09月28日 |
| 11 | いっぱいみのったよ        | 1993年10月12日 |
| 12 | まつりだワッショイ        | 1993年10月26日 |
| 13 | このは ひらひら           | 1993年11月09日 |
| 14 | たまごクッキング          | 1993年11月25日 |
| 15 | かいものだいすき          | 1993年12月07日 |
| 16 | つくってあそぼう          | 1994年01月11日 |
| 17 | ことりがやってきた        | 1994年01月25日 |
| 18 | おおゆき こゆき           | 1994年02月08日 |
| 19 | みんなでおんがくかい      | 1994年02月22日 |
| 20 | いろいろなことがあったね  | 1994年03月07日 |

#### 1994年度
| 回 | タイトル                  | 初回放送日     |
| -- | ------------------------- | -------------- |
| 1  | ともだちいっぱい          | 1994年04月05日 |
| 2  | すすめ とまれ             | 1994年04月19日 |
| 3  | はるみつけた              | 1994年05月10日 |
| 4  | まちをたんけん            | 1994年05月24日 |
| 5  | みんなで たうえ           | 1994年06月07日 |
| 6  | ゴールをめざせ            | 1994年06月21日 |
| 7  | キャンプにいこう          | 1994年07月05日 |
| 8  | なつまつりだワッショイ    | 1994年08月30日 |
| 9  | クッキーをつくろう        | 1994年09月13日 |
| 10 | どうぶつだいすき          | 1994年09月27日 |
| 11 | かいものはおまかせ        | 1994年10月11日 |
| 12 | さあ いねかり             | 1994年10月25日 |
| 13 | ぎゅうにゅうはどこから    | 1994年11月08日 |
| 14 | そうじだいさくせん        | 1994年11月22日 |
| 15 | ジャンボたこあげ          | 1994年12月06日 |
| 16 | あそびおしえて            | 1995年01月10日 |
| 17 | げきをしよう              | 1995年01月24日 |
| 18 | ゆきだ とびだせ           | 1995年02月07日 |
| 19 | おたんじょうび おめでとう | 1995年02月21日 |
| 20 | みんながんばったね        | 1995年03月07日 |

#### 1995年度
| 回 | タイトル               | 初回放送日     |
| -- | ---------------------- | -------------- |
| 1  | げんきにこんにちは     | 1995年04月11日 |
| 2  | くるまにちゅうい       | 1995年04月25日 |
| 3  | はるののやま           | 1995年05月16日 |
| 4  | たうえをしよう         | 1995年05月30日 |
| 5  | まちをあるこう         | 1995年06月13日 |
| 6  | どうぶつがやってきた   | 1995年06月27日 |
| 7  | あのやま めざせ        | 1995年07月11日 |
| 8  | でんしゃにのって       | 1995年08月29日 |
| 9  | かかしコンクール       | 1995年09月12日 |
| 10 | かいものにいこう       | 1995年09月26日 |
| 11 | いっぱいみのったよ     | 1995年10月12日 |
| 12 | まつりだ そーりゃ!     | 1995年10月31日 |
| 13 | あきののやま           | 1995年11月14日 |
| 14 | ゴールをめざせ         | 1995年11月28日 |
| 15 | てがみをだそう         | 1995年12月12日 |
| 16 | あがれ ききゅう        | 1996年01月09日 |
| 17 | つるつる うどん        | 1996年01月23日 |
| 18 | おおさむ こさむ        | 1996年02月06日 |
| 19 | たんじょうかいをしよう | 1996年02月20日 |
| 20 | がっきをつくろう       | 1996年03月06日 |

### ゆかちゃん編

#### 1996年度
| 回 | タイトル                    | 初回放送日     |
| -- | --------------------------- | -------------- |
| 1  | はじめまして                | 1996年04月09日 |
| 2  | すすめ とまれ               | 1996年04月23日 |
| 3  | みどりののやま              | 1996年05月14日 |
| 4  | すいかをつくろう            | 1996年05月28日 |
| 5  | でんしゃにのって            | 1996年06月11日 |
| 6  | はなをうえよう              | 1996年06月25日 |
| 7  | キャンプにいこう            | 1996年07月09日 |
| 8  | おちついてあわてずに        | 1996年08月27日 |
| 9  | いっぱい みのったよ         | 1996年09月17日 |
| 10 | かみひこうきをとばそう      | 1996年10月01日 |
| 11 | せんたくジャブジャブ        | 1996年10月15日 |
| 12 | さあ まつりだ               | 1996年10月29日 |
| 13 | おちばでつくろう            | 1996年11月12日 |
| 14 | かいものにいこう            | 1996年11月26日 |
| 15 | はがきをだそう              | 1996年12月10日 |
| 16 | パーティーをしよう          | 1997年01月07日 |
| 17 | はたらくひとたち こんにちは | 1997年01月21日 |
| 18 | ヤッホー ゆきだ             | 1997年02月04日 |
| 19 | みんなでおんがくかい        | 1997年02月18日 |
| 20 | がんばったね                | 1997年03月04日 |

#### 1997年度
| 回 | タイトル               | 初回放送日     |
| -- | ---------------------- | -------------- |
| 1  | まちへでよう           | 1997年04月08日 |
| 2  | みんなでせいとん       | 1997年04月22日 |
| 3  | のはらであそぼう       | 1997年05月13日 |
| 4  | じてんしゃスイスイ     | 1997年05月27日 |
| 5  | たのしいがっしゅく     | 1997年06月10日 |
| 6  | どうぶつさんこんにちは | 1997年06月24日 |
| 7  | たのしいうみへ         | 1997年07月08日 |
| 8  | さあ うんどうかい      | 1997年09月16日 |
| 9  | じかんをまもって       | 1997年09月30日 |
| 10 | みんなでかいもの       | 1997年10月14日 |
| 11 | てがみをかこう         | 1997年12月09日 |
| 12 | りょうりはおまかせ     | 1998年01月06日 |
| 13 | おおゆき こゆき        | 1998年01月20日 |
| 14 | クシュンかぜだ         | 1998年02月03日 |
| 15 | みんなでおたのしみかい | 1998年02月17日 |
| 16 | いちねんのおもいで     | 1998年03月03日 |

#### 1998年度
| 回 | タイトル                   | 放送日         |
| -- | -------------------------- | -------------- |
| 1  | こんにちは                 | 1998年04月7日  |
| 2  | あかだ とまれ              | 1998年04月21日 |
| 3  | ひろいのはら               | 1998年05月12日 |
| 4  | かいものできるよ           | 1998年06月09日 |
| 5  | たのしいたなばた           | 1998年06月23日 |
| 6  | どうぶつさんだいすき       | 1998年07月07日 |
| 7  | みんなでがっしゅく         | 1998年08月25日 |
| 8  | うんどうかいだ ヨーイドン  | 1998年09月17日 |
| 9  | でんわでモシモシ           | 1998年09月29日 |
| 10 | でんしゃでおでかけ         | 1998年10月13日 |
| 11 | コンピューターはおともだち | 1998年10月27日 |
| 12 | おしごとがんばってね       | 1998年11月10日 |
| 13 | きれいにおそうじ           | 1998年11月24日 |
| 14 | てがみをだそう             | 1998年12月08日 |
| 15 | かぜにごちゅうい           | 1999年01月19日 |
| 16 | ワーイ ゆきだ              | 1999年02月02日 |
| 17 | おたのしみかいをしよう     | 1999年02月16日 |
| 18 | いちねん いろいろあったね  | 1999年03月02日 |

#### 1999年度
| 回 | タイトル                 | 初回放送日     |
| -- | ------------------------ | -------------- |
| 1  | ともだちになろう         | 1999年04月06日 |
| 2  | きょうはえんそく         | 1999年05月11日 |
| 3  | きれいにおそうじ         | 1999年05月25日 |
| 4  | おとをさがそう           | 1999年06月08日 |
| 5  | いぬはともだち           | 1999年06月22日 |
| 6  | プールであそぼう         | 1999年07月06日 |
| 7  | かかりのしごと           | 1999年08月24日 |
| 8  | パーティーをひらこう     | 1999年09月14日 |
| 9  | どきどきコンサート       | 1999年10月12日 |
| 10 | でんわをかけよう         | 1999年10月26日 |
| 11 | いろがいろいろ           | 1999年11月09日 |
| 12 | たまごクッキング         | 1999年11月26日 |
| 13 | しごとけんがく           | 2000年01月11日 |
| 14 | かいものにいこう         | 2000年02月08日 |
| 15 | たのしいコンピューター   | 2000年02月22日 |
| 16 | また あおうね げんきでね | 2000年03月07日 |

#### 2000年度
| 回 | タイトル                             | 初回放送日     |
| -- | ------------------------------------ | -------------- |
| 1  | ぼくじょうへいこう                   | 2000年05月30日 |
| 2  | みんなでりょうり                     | 2000年06月27日 |
| 3  | わくわくコンピューター               | 2000年10月31日 |
| 4  | はたらくひとたち                     | 2000年11月14日 |
| 5  | おじいちゃん おばあちゃん こんにちは | 2001年01月09日 |
| 6  | かいものめいじん                     | 2001年02月06日 |
| 7  | またあおうね                         | 2001年03月06日 |

#### 2001年度
| 回 | タイトル                 | 初回放送日     |
| -- | ------------------------ | -------------- |
| 1  | たのしいおかたづけ       | 2001年05月15日 |
| 2  | じてんしゃにのろう       | 2001年06月12日 |
| 3  | とまりにいこう           | 2001年09月18日 |
| 4  | ねんがじょうをだそう     | 2001年12月11日 |
| 5  | いちねんいろいろあったね | 2002年03月05日 |

## スタッフ
- 構成 - やまもとさとこ
- 振付 - 高安マリ子
- 人形美術 - 飯室康一

## テーマ曲・挿入歌
- 作曲・編曲（番組内では音楽と表記） - 奥村貢

## エピソード
1998年に『天才てれびくん』のMTK（ミュージックてれびくん）のコーナーで放送された「YAKINIC GO GO」の音楽クリップにゆかちゃんとポッケが出演し、同番組のてれび戦士4人（松川佳以、田中樹里、海道亮平、橋田紘緒）ならびに『グルグルパックン』の出演者と共演した。